# Philippe Clay

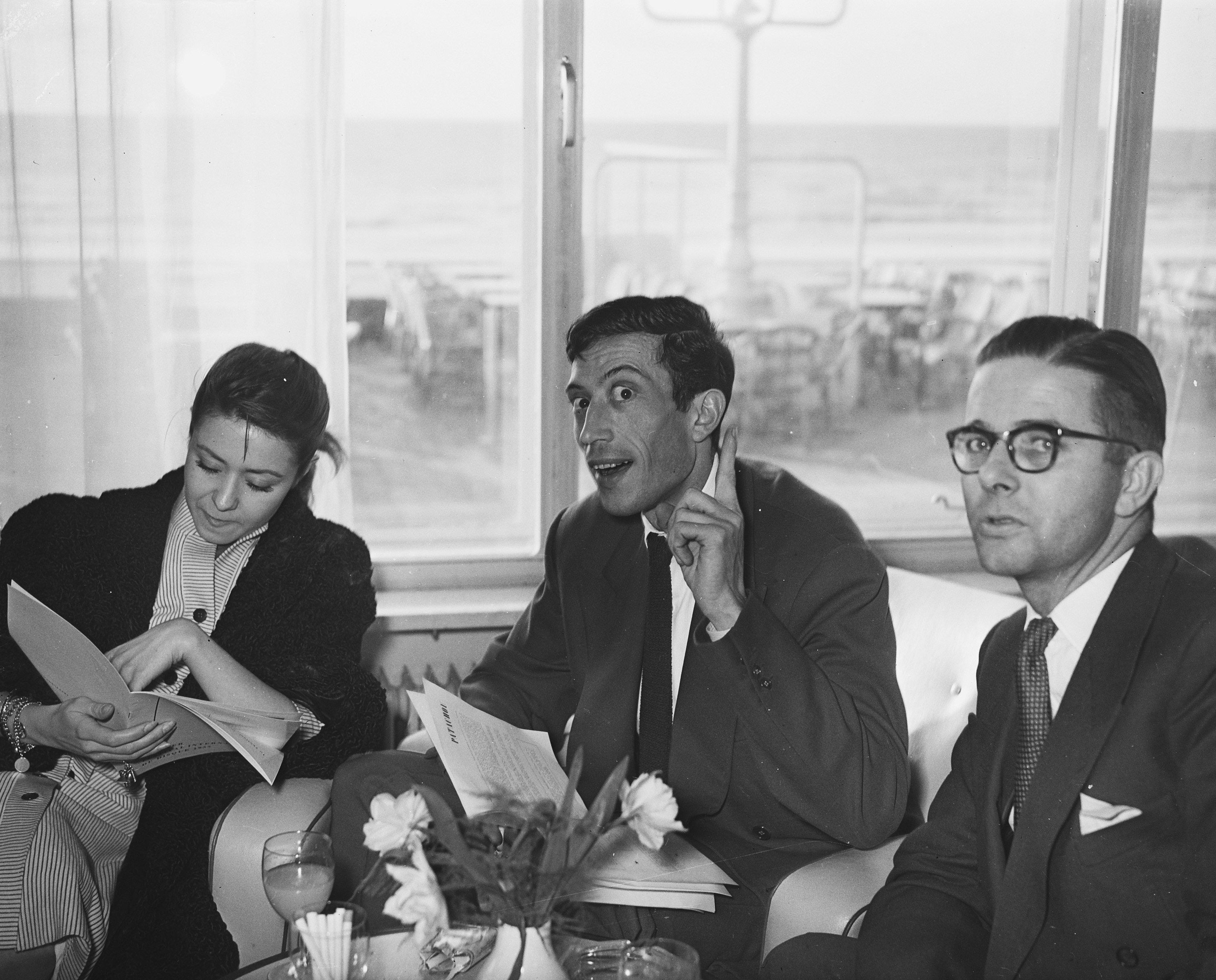
Philippe Clay, în mijloc (1955)

Philippe Clay, născut Philippe Mathevet, (n. 7 martie 1927, Paris, Île-de-France, Franța – d. 13 decembrie 2007, Issy-les-Moulineaux, Île-de-France, Franța) a fost un mim actor și cântăreț francez.
Era cunoscut pentru silueta sa înaltă și zveltă (avea 1,90 m înălțime) și pentru interpretările cântecelor lui Charles Aznavour, Claude Nougaro, Jean-Roger Caussimon, Boris Vian, Serge Gainsbourg, Jean Yanne, Léo Ferré, Jacques Datin sau Bernard Dimey.
Ca actor, a apărut în multe filme (Bell, Book și Candle) și filme de televiziune. Unul dintre rolurile sale celebre este în filmul lui Jean Renoir, French Cancan, unde l-a interpretat pe Casimir le Serpentin (un personaj inspirat de Valentin le désossé).
A fost căsătorit cu actrița Maria Riquelme.

## Filmografie selectivă
- 1950 Rome-Express, regia Christian Stengel
- 1951 Le Crime du Bouif, regia André Cerf
- 1955 French Cancan, regia Jean Renoir
- 1956 Notre Dame de Paris, regia Jean Delannoy
- 1956 La vie est belle, regia Roger Pierre și Jean-Marc Thibault
- 1957 Nathalie, regia Christian-Jaque
- 1958 Femei care dispar (Des femmes disparaissent), regia Édouard Molinaro
- 1958 Drôles de phénomènes, regia Robert Vernay
- 1958 Adorable voisine (Bell, Book and Candle), regia Richard Quine
- 1958 Parisien malgré lui (Totò a Parigi), regia Camillo Mastrocinque
- 1960 Canaliile (Les Canailles), regia Maurice Labro
- 1960 Touchez pas aux blondes, regia Maurice Cloche
- 1960 Dans l'eau qui fait des bulles, regia Maurice Delbez
- 1962 Il était trois flibustiers (I moschettieri del mare), regia Steno
- 1965 Gentlemanul din Cocody (Le Gentleman de Cocody), regia Christian-Jaque
- 1972 Pas folle la guêpe / Simple question de temps, regia Jean Delannoy
- 1973 L'Insolent, regia Jean-Claude Roy
- 1982 Deux heures moins le quart avant Jésus-Christ, regia Jean Yanne
- 1983 Un bon petit diable, regia Jean-Claude Brialy
- 1997 Lautrec, regia Roger Planchon
- 1999 Tuvalu, regia Veit Helmer
- 2002 Là-haut, un roi au-dessus des nuages, regia Pierre Schoendoerffer